# Ann Veronica
Ann Veronica es una novela escrita por H. G. Wells y publicada en 1909. Trata sobre la vida de Ann Veronica Stanley, de veintiún años, quien se rebela ante las restricciones de su padre autoritario. La novela cuestiona el sistema patriarcal propio de la época, mostrando la difícil situación de las mujeres. Causó gran impacto, recibió críticas y no obtuvo la simpatía de gran parte del público masculino, aunque fue muy apreciada en cambio por el femenino. El personaje de Ann Veronica está inspirado en una mujer real, la cual tuvo un romance con H. G. Wells: Amber Reeves, erudita y feminista británica que luchó por el derecho de las mujeres al voto y otros fundamentales.

## Argumento
Mr. Stanley le prohíbe a su hija adulta, una estudiante de biología en el Tredgold Women's College y la más joven de sus cinco hijos, ir a una fiesta de disfraces en Londres causando una crisis. Ann Veronica planea ir al baile con amigos de una familia de artistas que vive cerca y ha estado quejándose de otras restricciones impuestas por su padre sin ninguna razón aparente para ella. Luego de que su padre la encierra en su casa para evitar que vaya al baile, ella deja su hogar en el suburbio ficticio del sur de Londres llamado Morningside Park para vivir independientemente en un apartamento en una calle cerca de Hampstead Road, en el norte de Londres. Incapaz de encontrar un empleo apropiado, le pide prestadas cuarenta libras a Mr. Ramage, un hombre mayor, sin darse cuenta del compromiso que esto significa para ella.
Con este dinero, Ann Veronica es capaz de dedicarse al estudio en el laboratorio biológico del Central Imperial College (un colegio constituyente de la Universidad de Londres) donde conoce y se enamora de Capes, el ayudante del laboratorio. Pero Mr. Ramage no tarda en intentar tomar ventaja de la situación, causando un gran conflicto. Angustiada luego de que Ramage intentara propasarse con ella, Ann Veronica abandona temporalmente sus estudios y se dedica a la causa del sufragio femenino. Es arrestada causando disturbios en el Parlamento y pasa un mes en prisión.
Desilusionada por la experiencia, Ann Veronica se convence de la necesidad de un compromiso. Regresa a la casa de su padre y se compromete con Mr. Hubert Manning, un pretendiente al que no ama. Pronto cambia de parecer, renuncia al compromiso, y valientemente le dice a Capes que lo ama.
A pesar de que él corresponde el amor de Ann Veronica, Capes, de treinta años de edad, insiste en la imposibilidad de la situación: él es un hombre casado (aunque separado) con una reputación mancillada debido a una aventura que se volvió pública. Declara que solo pueden ser amigos. Pero Ann Veronica no se inmuta por su confesión y prudencia, y finalmente la resistencia de Capes se ve doblegada, y ambos se vuelven amantes.
Capes decide abandonar su empleo en la universidad para vivir con Ann Veronica, y ambos tienen una gloriosa "luna de miel" en los Alpes. Un capítulo final muestra a la feliz pareja cuatro años y cuatro meses después viviendo en Londres. Capes se ha vuelto un exitoso dramaturgo, y Ann Veronica está embarazada y se ha reconciliado con su familia.

## Análisis
La novela es una de las obras de crítica social de Wells. El autor trata en esta novela los problemas de los derechos de la mujer, el sufragismo y la libertad de relación amorosa. La protagonista pasa por los sucesivos estados de formación hasta tener experiencia sobre la realidad práctica y deshacerse de su ingenuidad entusiasta. Ella se encuentra con fabianos, tolstoianos, sufragistas, científicos y gran cantidad de hombres-tipo, entre sus pretendientes, sus amigos y su padre hasta que encuentra a uno con el que puede tener una relación como lo desea. La obra se destaca no por su estilo sino por su contenido, la construcción de sus personajes y cómo estos se relacionan, en especial su protagonista. La obra deja ver la afilada e irónica mirada crítica de Wells.

## Musical
La novela fue adaptada a un musical y presentada por primera vez en 1969 en el Belgrade Theatre, en Coventry. El libro fue editado por Frank Wells y Ronald Gow, la letra fue escrita por David Croft y la música compuesta por Cyril Ornandel.